# Gambusia holbrooki

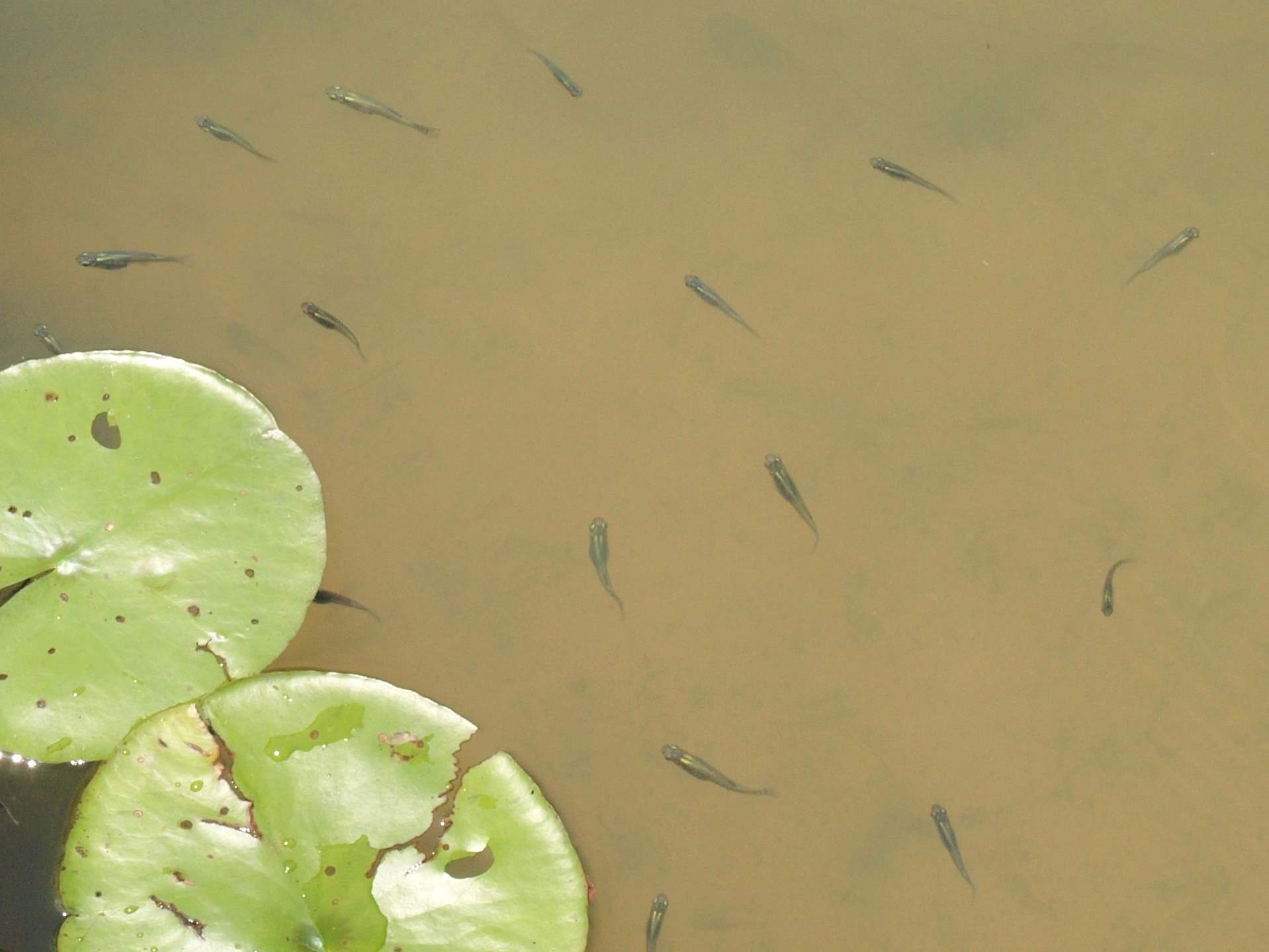
Eastern mosquitofish in a pond in the Pee Dee region of South Carolina, 2011

Gambusia holbrooki, là một loài cá nước ngọt, liên quan chặt chẽ đến cá muỗi phía tây, Gambusia affinis. Nó là một thành viên của họ Poeciliidae của bộ Cyprinodontiformes. Nó có nguồn gốc ở miền đông và miền nam Hoa Kỳ, và phát triển đến chiều dài 3,5 cm.

## Sinh sản
Nhiệt độ đã được chứng minh có thể thay đổi độ dài của thời gian chúng cần để đạt được sự trưởng thành sinh sản và kích thước cơ thể. Mùa sinh sản của Gambusia holbrooki là giữa mùa xuân và nữa mùa đông, với thời gian sinh sản cao điểm là khoảng mùa hè. Con cái có thể đẻ tới chín lứa một mùa giao phối, với kích thước khu vực trung bình từ năm đến 100. Nhiệt độ cao đã được chứng minh là làm tăng khả năng sinh sản của loài này. Thời kỳ mang thai cho loài này là giữa 22 và 25 ngày.

## Hình ảnh

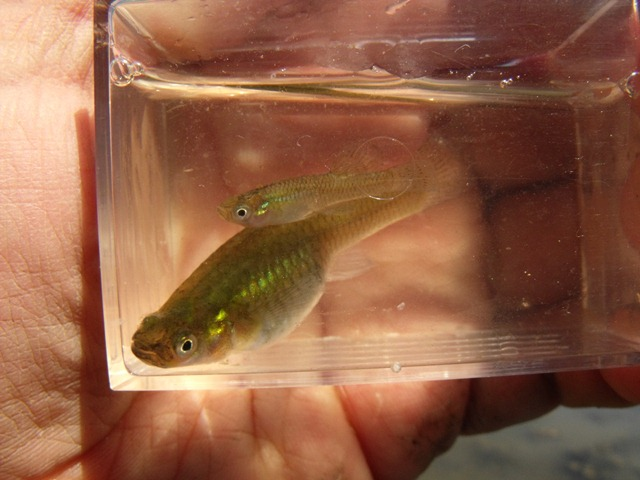
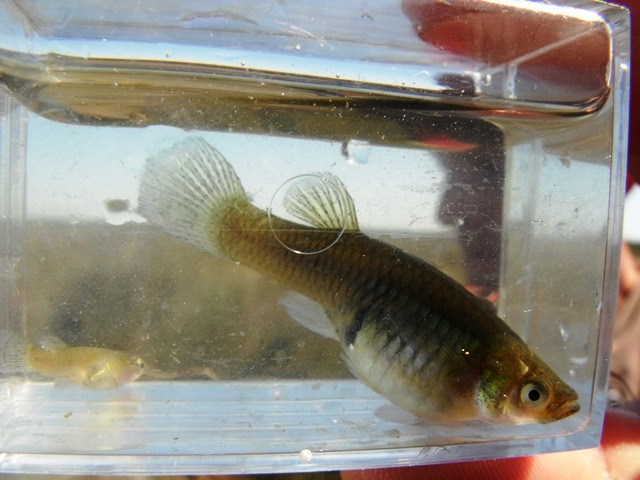